# Monique Roy Verville
Pour les articles homonymes, voir Roy et Verville.
Monique Roy-Verville, née le 27 avril 1961 à Verdun, est une femme politique québécoise. Elle siège comme députée de La Prairie à l'Assemblée nationale du Québec sous la bannière de l'Action démocratique du Québec en 2007 et 2008.

## Biographie
Élue lors de l'élection générale québécoise de 2007, elle est défaite par le péquiste François Rebello à l'élection générale de l'année suivante. Au cours de son mandat, elle a occupé le poste de critique de l'opposition officielle en matière d'action communautaire.
Diplômée de la polyvalente Louis-Philippe-Paré, à Châteauguay, Mme Roy-Verville a vécu trois ans à Baden-Baden en Allemagne, où elle a notamment participé à une ligne téléphonique des Forces armées canadiennes durant les préparatifs et durant la guerre du Golfe. Elle s'est également impliquée à titre de membre de l'exécutif du club de patinage artistique de Baden-Baden.
Entre 1993 et 1996, elle a travaillé auprès de personnes ayant un handicap intellectuel prononcé dans deux résidences de la région de Saguenay, en plus de s'impliquer à titre de bénévole de la Croix-Rouge lors du déluge du Saguenay, en juillet 1996 et lors de la tournée de la troupe de patinage artistique Stars on Ice à Chicoutimi, la même année.
Elle a également occupé des postes d'agente de sécurité dans un hôpital et de responsable du comptoir pharmaceutique d'un foyer de soins. 
Sur le plan politique, elle a occupé la présidence de l'association de l'Action démocratique dans la circonscription de Laprairie de 2003 à 2005, puis la vice-présidence de l'association entre 2005 et 2007.
En novembre 2009, elle se présente à la mairie de Sainte-Catherine sous la bannière d'Alternative Sainte-Catherine. Ni elle, ni les six candidats de son équipe aux postes de conseillers sont élus.
Aux élections de 2012, elle est candidate dans La Prairie pour le Parti conservateur du Québec.
Aux élections générales de 2014, elle se présente sous la bannière du Parti conservateur du Québec dans Jean-Talon.

## Résultats électoraux
|                                                                                               | Nom                   | Parti              | Nombre de voix | %      | Maj.  |
| --------------------------------------------------------------------------------------------- | --------------------- | ------------------ | -------------- | ------ | ----- |
|                                                                                               | Yves Bolduc (sortant) | Libéral            | 15 492         | 44,5 % | 7 668 |
|                                                                                               | Clément Laberge       | Parti québécois    | 7 824          | 22,5 % | -     |
|                                                                                               | Hugues Beaulieu       | Coalition avenir   | 7 158          | 20,6 % | -     |
|                                                                                               | Eveline Gueppe        | Québec solidaire   | 3 151          | 9,1 %  | -     |
|                                                                                               | Alexandre Lavallée    | Option nationale   | 526            | 1,5 %  | -     |
|                                                                                               | Maxime Couillard      | Parti nul          | 389            | 1,1 %  | -     |
|                                                                                               | Monique Roy Verville  | Conservateur       | 206            | 0,6 %  | -     |
|                                                                                               | Stéphane Pouleur      | Équipe autonomiste | 66             | 0,2 %  | -     |
| Total                                                                                         | Total                 | Total              | 34 812         | 100 %  |       |
| Le taux de participation lors de l'élection était de 77,9 % et 393 bulletins ont été rejetés. |                       |                    |                |        |       |